# 살람 즈가르타 FC
살람 즈가르타 FC(아랍어: نادي السلام زغرتا الرياضي)는 즈가르타를 연고로 하는 레바논의 축구단이다. 현재 레바논 2부 리그에 참가하고 있다.

## 우승
- 레바논 FA컵: 2013–14
- 레바논 2부 리그: 2012–13

## 선수 명단

### 현역
- 오테마르 비스포
- 아마드 야신

## 역대 감독
| 감독          | 임기        |
| ------------- | ----------- |
| 아나스 마클루 | 2015 ~ 2016 |

틀:레바논 2부 리그